# Kevin Becker
Kevin Becker (* 15. Dezember 1986) ist ein ehemaliger deutscher Poolbillard- und Snookerspieler.

## Karriere

### Einzel
Kevin Becker begann im Jahr 2000 mit dem Billardspielen. 2002 wurde er bei der Jugend-Europameisterschaft Zweiter im 14/1 endlos der Schüler, 2003 wurde er Dritter.
2004 wurde Becker Vizeeuropameister der Junioren im 14/1 endlos und im 8-Ball. Im Finale verlor er jeweils gegen Nicolas Ottermann.
Im selben Jahr wurde er bei der deutschen Meisterschaft der Herren Neunter im 14/1 endlos und Siebter bei den Rotterdam Open. Bei den IPT World Open belegte Becker 2006 den 121. Platz. 
2007 nahm Becker erstmals an einer Weltmeisterschaft teil. Bei der 8-Ball-WM erreichte er das Sechzehntelfinale, in dem er jedoch dem Taiwaner Hsia Hui-kai unterlag.
Bei den Longoni Benelux Open 2009 wurde Becker Dritter. Bei der deutschen Meisterschaft erreichte er mit dem Viertelfinal-Aus im 14/1 endlos gegen den späteren Deutschen Meister John Blacklaw sein bis dahin bestes Ergebnis. 2010 gewann Becker mit Silber im 14/1 endlos und Bronze im 8-Ball erstmals Medaillen bei der deutschen Meisterschaft. Im 14/1-Finale hatte er mit 0:150 gegen Manuel Ederer verloren.
Bei der EM 2011 erreichte Becker im 10-Ball das Achtelfinale. Im 9-Ball kam er auf den 33. Platz, im 8-Ball auf den 65. Platz.
Bei den German Open 2011 erreichte er erstmals die Finalrunde eines Euro-Tour-Turniers. Im Viertelfinale schied er gegen den späteren Sieger Dimitri Jungo aus. Bei der 10-Ball-Bundesmeisterschaft 2011 verlor Becker im Viertelfinale gegen den späteren Bundesmeister Daniel Müller mit 8:9.
Im Januar 2012 wurde Becker Neunter bei den Paris Open, bei der deutschen Meisterschaft 2012 wurde er Fünfter im 8-Ball und im 9-Ball.
2013 gewann er die Bronzemedaille im 9-Ball, nachdem er im Halbfinale gegen den späteren Deutschen Meister Marco Spitzky verloren hatte.
Im August 2014 wurde Becker Fünfter bei den Benelux Open. Im November wurde er Dritter im 9-Ball bei der deutschen Meisterschaft. Bei den Treviso Open im Dezember gewann er seine einzige Euro-Tour-Medaille. Im Halbfinale schied er gegen den späteren Sieger des Turniers Nick van den Berg aus. Im Juni 2015 erreichte er das Viertelfinale der German Open und unterlag dort Florian Hammer mit 7:9. Bei der deutschen Meisterschaft 2015 gewann er die Bronzemedaille im 14/1 endlos nachdem er im Halbfinale gegen Raphael Wahl verloren hatte.
Im April 2016 nahm Becker zum zweiten Mal an der Europameisterschaft teil. Er wurde von der DBU für die Disziplinen 8-Ball und 9-Ball nominiert. Nachdem er beim 8-Ball-Wettbewerb in der Runde der letzten 32 gegen Ivo Aarts ausgeschieden war, erreichte er im 9-Ball das Achtelfinale und unterlag dort dem Russen Ruslan Tschinachow. Bei der deutschen Meisterschaft gewann er in den Disziplinen 14/1 endlos und 8-Ball die Bronzemedaille. Beim 10-Ball-Wettbewerb zog er ins Finale ein und verlor mit 4:8 gegen Raphael Wahl.

### Mannschaft
2010 stieg Kevin Becker mit dem BSV Wuppertal in die 2. Bundesliga auf und belegte den ersten Platz in der Einzelrangliste der Regionalliga Süd-West.
In der Saison 2011/12 stieg Becker mit dem BC Colours Düsseldorf in die 2. Bundesliga auf. 2012 gewann er mit Düsseldorf den 8-Ball-Mannschafts-Pokal.
Nach zwei Jahren in der zweiten Liga stieg die Mannschaft 2014 in die Regionalliga ab.
Becker wechselte anschließend zum PBV Young Guns Krefeld, bei dem er in der Saison 2014/15, unter anderem mit dem früheren Weltmeister Huidji See, in der Regionalliga spielte. Nachdem sowohl die Mannschaft als auch Becker in der Einzelwertung den ersten Platz belegt hatte, wechselte er zur Saison 2015/16 zum Bundesligisten 1. PBC Neuwerk, mit dem er am Saisonende in die zweite Liga abstieg.
Mit der deutschen Nationalmannschaft wurde Becker als Ersatzspieler 2016 Europameister.

### Snooker
In der Saison 2014/15 spielte Becker mit dem 1. SC Dortmund in der 1. Snooker-Bundesliga. Anschließend wechselte er zum Bundesligaaufsteiger Schwarz-Blau Horst-Emscher.